# Domoljubi za Europu
Domoljubi za Europu (engl. Patriots for Europe; skraćeno PfE ili P4E) desničarski je do krajnje desni klub zastupnika u Europskom parlamentu, formiran kao treća najveća skupina 10. saziva Europskog parlamenta, nakon izbora za EP 2024. godine. Osnivanje skupine najavili su na konferenciji u Beču, 30. lipnja 2024., mađarski premijer Viktor Orbán (Fidesz), bivši češki premijer Andrej Babiš (ANO 2011), te bivši austrijski ministar unutarnjih poslova Herbert Kickl i europarlamentarac Harald Vilimsky (članovi FPÖ).
U grupi su gotovo svi bivši članovi skupine Identitet i demokracija (ID).

## Povijest
Zastupnici Orbánovog Fidesza u Europskom parlamentu donedavno nisu pripadali niti jednom klubu zastupnika, nakon što su napustili Klub Europske pučke stranke (EPP) u ožujku 2021. Zastupnici češkog ANO-a u Europskom parlamentu pripadali su skupini Renew Europe, ali su napustili skupinu nakon izbora za Europski parlament 2024., zbog neslaganja oko programa skupine. FPÖ je pripadao krajnje desnoj skupini Identitet i demokracija (ID).
Dana 30. lipnja 2024. predstavnici triju stranaka osnivača potpisali su "Domoljubni manifest za europsku budućnost". Manifest sadrži ideologiju saveza, koja uključuje slabljenje EU, fokus na europski kulturni identitet, snažnije mjere protiv ilegalne imigracije i reviziju Europskog zelenog dogovora.
Mađarska Demokršćanska narodna stranka (KDNP), koja ima jednog zastupnika u Europskom parlamentu, također je najavila namjeru pridruživanja savezu nakon izlaska iz Kluba zastupnika EPP-a. Dana 1. srpnja, nacionalistička portugalska stranka Chega postala je četvrta članica skupine, s dva zastupnika u EP. Dana 5. srpnja pridružila se i španjolska stranka Vox, napustivši skupinu Europskih konzervativaca i reformista (ECR). Istog dana, nizozemska Stranka za slobodu (PVV) također je najavila da će se pridružiti. Dana 6. srpnja, Danska narodna stranka i belgijski Vlaams Belang, obje dio skupine ID, najavile su da će se također pridružiti. Dana 8. srpnja, francusko Nacionalno okupljanje (RN) i talijanska Lega najavljeni su kao novi članovi grupe. Preduvjet za osnivanje političke skupine Europskog parlamenta je članstvo najmanje 23 eurozastupnika iz najmanje sedam država članica EU. Skupina je ispunila ovaj kriterij 6. srpnja 2024. Prema Le Mondeu, RN je čekao kraj drugog kruga francuskih parlamentarnih izbora 2024. za objavu članstva "iz straha od oživljavanja sumnje u proruske simpatije".

## Vodstvo
Dana 8. srpnja 2024. Jordan Bardella, predsjednik Nacionalnog okupljanja (RN) Francuske imenovan je predsjednikom grupe, zajedno s potpredsjednicima, glavnim voditeljem i blagajnikom.
| Predsjednik | Predsjednik     | Mandat                  | Stranka                    | Država    |
| ----------- | --------------- | ----------------------- | -------------------------- | --------- |
|             | Jordan Bardella | 8. srpnja 2024. – danas | Nacionalno okupljanje (RN) | Francuska |

## Članice
| Država     | Politička stranka                       | Prethodni klub zastupnika                 | Zatupnici |
| ---------- | --------------------------------------- | ----------------------------------------- | --------- |
| Austrija   | Slobodarska stranka Austrije (FPÖ)      | Identitet i demokracija (ID)              | 6 / 19    |
| Belgija    | Flamanski interes (VB)                  | Identitet i demokracija (ID)              | 3 / 22    |
| Češka      | Pokret nezadovoljnih građana (ANO 2011) | Renew Europe                              | 7 / 21    |
| Češka      | Zakletva (PŘÍSAHA)                      | nijedna                                   | 2 / 21    |
| Danska     | Danska narodna stranka (DF)             | Identitet i demokracija (ID)              | 3 / 22    |
| Francuska  | Nacionalno okupljanje (RN)              | Identitet i demokracija (ID)              | 30 / 81   |
| Grčka      | Glas razuma (FL)                        | nijedna                                   | 1 / 21    |
| Mađarska   | Fidesz                                  | nijedna                                   | 10 / 21   |
| Mađarska   | Demokršćanska narodna stranka (KDNP)    | Klub Europske pučke stranke (EPP Group)   | 1 / 21    |
| Italija    | Liga                                    | Identitet i demokracija (ID)              | 8 / 76    |
| Latvija    | Latvija prva (LPV)                      | nijedna                                   | 1 / 9     |
| Nizozemska | Stranka za slobodu (PVV)                | Identitet i demokracija (ID)              | 6 / 31    |
| Portugal   | Chega                                   | Identitet i demokracija (ID)              | 2 / 21    |
| Španjolska | Vox                                     | Europski konzervativci i reformisti (ECR) | 6 / 61    |
| EU         | EU                                      | EU                                        | 84 / 720  |